# ルッターベルクの戦い (1758年)

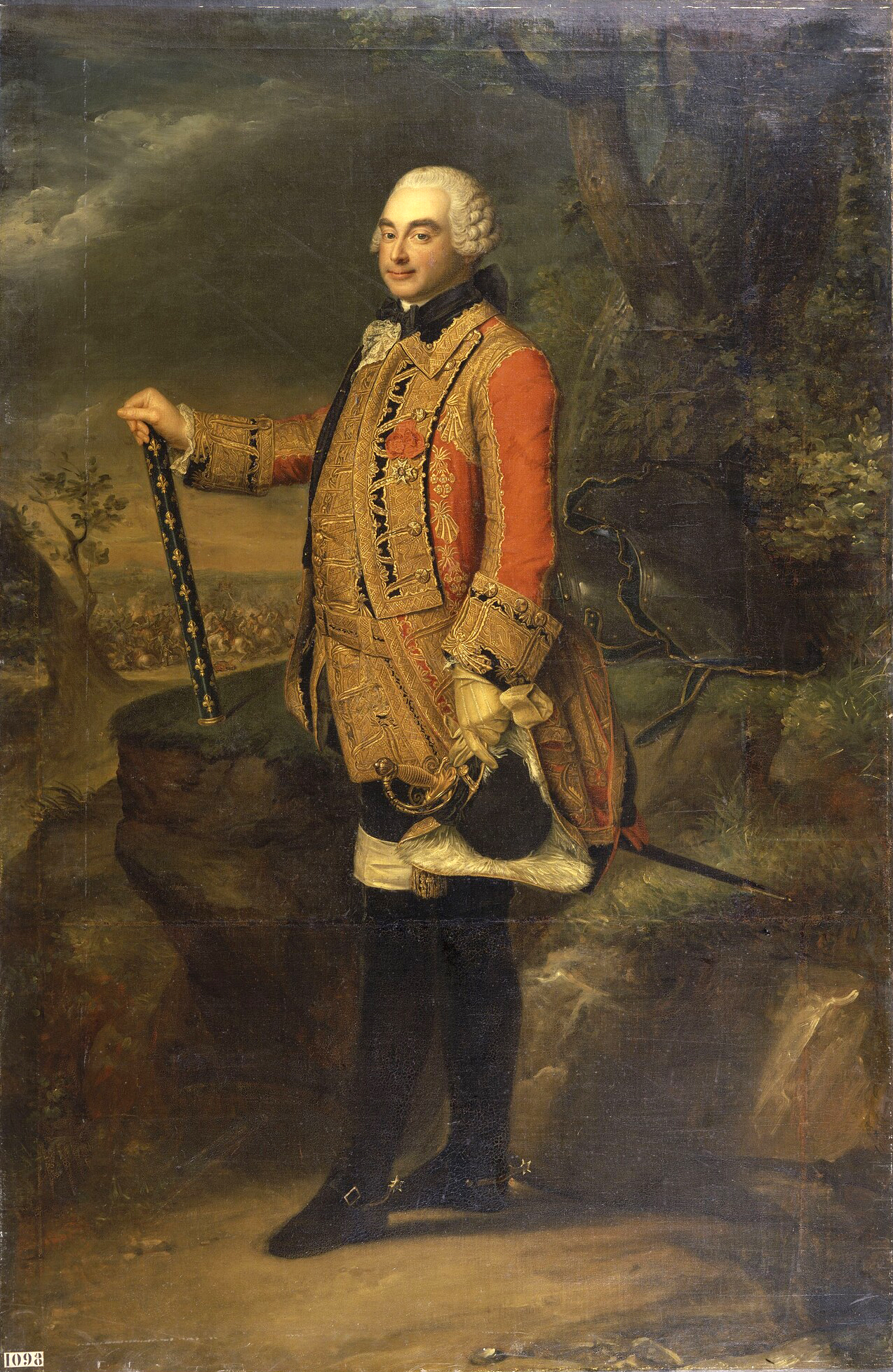
元帥杖を持つスービーズ公シャルル・ド・ロアン

ルッターベルクの戦い（ルッターベルクのたたかい、英語: Battle of Lutterberg）は七年戦争中の1758年10月10日、スービーズ公シャルル・ド・ロアン率いるフランス軍4万2千がクリストフ・ルートヴィヒ・フォン・オーベルク率いるイギリス・ドイツ連合軍1万4千に勝利した戦闘。

## 経過
両軍はルッターベルクの近くで激突した。連合軍はフランスの騎兵突撃に突破され、撤退を余儀なくされた。

## その後
この戦闘の功績でスービーズ公はフランス元帥の栄典を、フランソワ・ド・シェヴェールはグランクロワの栄典を授与された。
しかし、決定的に勝利したにもかかわらず、追撃が遅かったことでフランス宮廷は彼を更迭し、代わりにコンタッド侯爵を任命した。